# Monroe Township (comté d'Andrew, Missouri)
Pour les articles homonymes, voir Monroe Township.
Monroe Township est un township du comté d'Andrew dans le Missouri, aux États-Unis,. En 2010, le township comptait une population de 793 habitants.  Il est baptisé en référence à James Monroe, cinquième président des États-Unis.

## Source de la traduction
- (en) Cet article est partiellement ou en totalité issu de l’article de Wikipédia en anglais intitulé « Monroe Township, Andrew County, Missouri » (voir la liste des auteurs).